# Митрохин, Дмитрий Исидорович
Дмитрий Исидорович Митрохин (15 [27] мая 1883 или 15 мая 1883, Ейск, Российская империя — 7 ноября 1973[…], Москва, РСФСР, СССР) — русский и советский график, иллюстратор, мастер станковой гравюры, офорта и литографии; автор множества книжных иллюстраций, — огромного цикла миниатюр в жанре камерного натюрморта; искусствовед, член многих художественных объединений, профессор Высшего института фотографии и фототехники (1919—1926), профессор полиграфического факультета Высшего художественно-технического института (1924—1930 — курс книжной графики) в Ленинграде. Заслуженный деятель искусств РСФСР (1969).

## Биография
Отец художника, Исидор Егорович Митрохин, — мелкий торговый служащий, «10-летним был отдан в услужение купцу-армянину, знал армянский и турецкий языки. Всю жизнь — друзья-армяне». Дед по отцовской линии, Егор Никитич Митрохин (1817, Тамань — 1887), происходивший из кантонистов военный фельдшер, «большой книгочей». Его женой была Мария Дротенко — дочь кубанского казака.
Мать, Васса Наумовна Чага, — дочь купца. Её отец, Наум Степанович Чага, тоже казацкий сын, «пришёл из кубанских степей в приазовское рыбачье селение (будущий Ейск) неграмотным босоногим подпаском». Благодаря своему недюжинному уму и кипучей энергии стал судовладельцем, городским головой. Приобретя по случаю типографию, отошёл от дел, и отдался новому для него увлечению. Н. С. Чага оказал на художника очень большое влияние, в его мастерской Д. И. Митрохин ещё в раннем детстве познакомился с полиграфическим искусством, что вылилось в страсть к книгам и чтению, впоследствии закономерно сказавшуюся на его большой эрудиции. Возможности легко вступать в общение, без напряжения поддерживать беседу практически на любую тему, легко же войдя в весьма требовательное культурное общество двух столиц, Дмитрий Митрохин обязан, конечно, и Науму Чаге, его мастерской, доступности разнообразной литературы,— самой этой заразительной страсти его к полиграфии во всех её проявлениях, наконец.
И мать и отец любили читать, в доме с детства помню много книг и журналы для «домашнего чтения», с большим количеством иллюстраций. Большой интерес к работе печатного станка. С наборщиками и печатниками — дружба. Читать и рисовать тянуло меня с ранних лет. …Я с детства видел внимательных читателей. В доме деда, приехавшего с Кавказской Фанагорийской линии и доживавшего свой век на скудную пенсию отставного военного фельдшера, были журналы и книги 1860-х годов — «Сын отечества», «Ваза», журнал мод, «Огонёк» Германа Гоппе на розовой бумаге. Среди книг — Мартын Задека («глава халдейских мудрецов, гадатель, толкователь снов», многотомные «Приключения, почерпнутые из моря житейского» Вельтмана. …Один из дальних родственников выписывал журналы Figaro Illustré, Illustration, Le Monde moderne. От него я впервые услышал имя Стейнлена (Théophile Steinlen). Он мне показывал маленькую книжку Аристида Брюана Dans la rue с её ставшею поговоркою начальною строкою: «T'es dans la rue — va, te's chez toi» («Выброшен на улицу, так будь как у себя дома») с рисунками Стейнлена. В ней множество трепещущих жизнью набросков уличных типов: бездомники, кутилы, уличные певцы, рабочие.
В 1902 — окончив Ейское реальное училище, едет в Москву, где поступает в Московское училище живописи, ваяния и зодчества (МУЖВЗ).
В 1903 — принял участие в первой для него выставке — XXV ученической МУЖВЗ. В МУЖВЗ учителями Д. И. Митрохина были А. М. Васнецов («класс пейзажный») и А. С. Степанов (рисование животных), занятия у которых, по его словам, — вместе с рисунком и акварелью, — в библиотеке Школы, привлекали его больше, чем учёба в классе. Но он «должен был для самого себя стать графическим факультетом: ведь таких не существовало в России, никаких „отделений книги“». Художник с благодарностью вспоминает хранителя Румянцевского музея С. П. Щурова, «неразговорчивого и угрюмого, но охотно раскрывавшего папки с гравюрами старых итальянских и немецких художников». Много и постоянно работает с натуры.
В 1904 — перешёл в Строгановское училище; — первые публикации: виньетки в ежемесячнике «Весы».
С переходом Д. И. Митрохина в Строгановское училище, он начинает заниматься под руководством С. И. Ягужинского (акварель) и С. В. Ноаковского (рисунок). Знакомство с В. Д. Замирайло окончательно склоняет его к необходимости выбора пути графика.
В 1905 — его керамика участвует в XII выставке Московского товарищества художников; — в ноябре едет в Париж через Санкт-Петербург и Кёльн.
В 1906 — занятия в рисовальных классах Академии Гранд Шомьер, — у Е. Грассе и Т. Стейнлена; — знакомство с С. П Ярёмичем; — изучение современной графики, рисунков старых мастеров, классической европейской и японской гравюры в парижских музеях, библиотеках и частных кабинетах гравюр; — «считал, что графика жива только та, что опирается на работу с натуры».
В 1908 — Санкт-Петербург; — работа в нескольких издательствах; — приглашают к участию в выставке «Мира искусства» Александр Бенуа и Константин Сомов (работы Д. И. Митрохина им показал отец последнего, хранитель Эрмитажа, Андрей Иванович Сомов, с которым Дмитрий Исидорович уже был знаком).
В 1909 — участие в «Салоне» С. Маковского; — в VI выставке Союза русских художников; — работы художника представлены на выставке в Литературно-художественном обществе (остальные выставки, в том числе персональные, представлены в списке).
В 1910 — женитьба на художнице А. Я. Брускетти (28 марта 1872—1942, январь), дочери итальянского инженера, работавшего в России.
В 1918—1923 гг. работает хранителем и заведующим Отделения гравюр и рисунков Русского музея в Петрограде.
В 1919—1923 — профессор Высшего института фотографии и фототехники.
В 1924—1927 — профессор Графического факультета ВХУТЕИНа.
В 1932—1939 возглавлял графическую секцию Ленинградского союза художников.
В 1941 году вступил в народное ополчение. В 1942 г. был эвакуирован в Алма-Ату.
С 1944 жил в Москве, на Беговой улице, со второй женой, Лидией Андреевной Чага (1889—1975), и её дочерью, Лидией Васильевной Чага.
Умер в Москве 8 ноября 1973 года.

## Творчество
Дмитрий Исидорович Митрохин, проживший большую творческую жизнь, имел счастье учиться, сотрудничать, быть в близких отношениях, состоять в объединениях и обществах со многими художниками, среди которых были и такие, чей след в искусстве XX века сопоставим с влиянием на ход истории важнейших открытий эпохи. В первых строках автобиографических заметок художника присутствуют имена М. Ф. Ларионова, Н. С. Гончаровой и А. В. Фонвизина, учившихся бок о бок и друживших с ним, — С. Т. Конёнкова и С. В. Малютина, с которыми он работал в керамической артели «Мурава».
В Париже Дмитрий Митрохин, несмотря на стеснённые обстоятельства и постоянную занятость работой («светская жизнь была не для меня»), достаточно много общается. Почти через семьдесят лет он вспоминал о своих визитах в салон Е. Кругликовой, который, как и её парижская мастерская, превратился в своего рода русский культурный центр, где собирался «высший свет», «но для всех присутствующих искусство было главным», — о посещениях Максимилиана Волошина, в доме которого, по словам художника, он чувствовал себя «более в своей тарелке», куда также заглядывали многие соотечественники, фланировавшие по Лютеции, и где однажды ему довелось встретиться с Константином Бальмонтом (коротко знакомы они были ещё по Москве с 1904 года), «который привёл свою дочь, девочку, в красном пальто» — вот она память уже 90-летнего художника! И воспоминания эти наполняются живым содержанием, зримыми образами зарисовок, когда он рассказывает о непосредственной цели своего пребывания в тогдашней столице искусств.
Меня увлекала уличная жизнь Парижа. Я был совершенно счастлив в этом золотистом свете, со своим маленьким блокнотом в руках. Я рисовал, стоя посреди улицы и не рискуя быть раздавленным фиакром. Художников там уважали, их не считали бездельниками. Зима была мягкая, как у нас на юге, ничто не мешало моей "бродячей" жизни. Можно было купить кулёк жареной картошки, заодно погреться у жаровни и поболтать с продавщицей. Ещё лучше были каштаны, так славно согревающие руки. Изредка я позволял себе зайти в кафе: спросив чашку кофе, я часами рисовал, наблюдая эту весёлую, пёструю, нищую жизнь.
Рассказывая о своих парижских временах, не случайно, и не без оттенка гордости, он отмечает, что на улицах французской столицы ещё висели плакаты Тулуза-Лотрека,— по признанию самого Д. И. Митрохина, оказавшего на него сильное влияние,— как, впрочем, и на Пауля Клее, с чьим влиянием первое некоторое время причудливо сочеталось в линии творчества художника, что он сознавал,— как и воздействие, на определённых этапах, своего большого интереса к искусству Анри Матисса и Поля Сезанна, Константена Гиса.
В разные периоды постижения стезей выразительности и мастерства интерес этот фокусировался на разных их проявлениях, и с разной мерой их воздействия на мировоззрение художника,— то эфемерных и почти конъюнктурных, а потому легко и безболезненно преодолеваемых, каковыми были, например, салонные, бердслеевские, модерновые тенденции,— то, требовавших более длительной «нейтрализации», чисто декоративных, стилизаторских орнаментальных, лубочных и набоечных мотивов; или, напротив, в виде глубинного, сущностного осмысления, получившего реализацию в системе взглядов художника,— западноевропейской и японской гравюры,— на фундаментальных принципах, не ограничивавшихся пониманием техники,— гравюры вообще, сухой иглы, кьяроскуро, литографии, в частности. «Но, пройдя через эти увлечения», — пишет М. В. Алпатов,— «он вернулся к таким ценностям искусства, которые перерастают границы времени и пространства и существуют повсюду».
Показательно то, что в первых же словах о начале своего ученичества художник вспоминает о библиотеке училища, «об огромном и волнующем счастье», которое «давало собрание гравюр Румянцевского музея».
В не меньшей степени, во всяком случае — на владении средствами самовыражения по части технической, чем соприкосновение с продуктом полиграфии — книгой (по части интеллектуального развития, — знания графики), сказалось знакомство художника с процессом печати, в том числе — ручной, который он досконально знал по мастерской деда сызмальства — «Наборщики были моими друзьями. Слова вёрстка, шпона, шпация, литера, кегль, клише, корректура знакомы с детства».

### Книжная графика
Первыми своими опытами в книжной графике Дмитрий Митрохин обязан преподавателю акварели Строгановки С. И. Ягужинскому, в 1904 году предложившему ему «небольшую работу для издательств», и оценившему её — Валерию Брюсову, в ту пору — главному редактору «Скорпиона».
По возвращении в 1908 году из Парижа, где много дало ему знакомство с С. П. Ярёмичем, в свою очередь, познакомившим художника с Е. С. Кругликовой, уже много лет жившей во Франции, — с известным польским скульптором Эдуардом Виттигом, в мастерской которого Дмитрий Митрохин в трудные дни жил, он переселяется в Петербург, и приступает уже к систематической деятельности в качестве книжного иллюстратора, что достаточно быстро приносит ему известность, и чему способствовало знакомство с художниками «Мира искусства». На начальном этапе успешному развитию творчества Д. И. Митрохина как художника книги, журнального иллюстратора, конечно, сказалось и содействие Е. Е. Лансере, который направлял к нему издателей («Рисовал вместе с ним натурщиц. Он приглашал их для своей росписи в зале библиотеки Академии художеств… Первые годы моей жизни в Петербурге были очень скрашены вниманием Евгения Евгеньевича Лансере.» — Д. Митрохин. Автобиографические записи (1973)). В это же время он начинает гравировать на линолеуме (у В. Д. Фалилеева),— «Гравировал цветные композиции, печатал не масляными красками, а акварелью — японским способом». Сотрудничает со многими книжными издательствами: «И. Н. Кнебель», «Голике и Вильборг», «Просвещение», «Печатник», «М. и С. Сабашниковы» (для них Д. И. Митрохин разработал издательскую марку), «Аполлон», «М. В. Попов» и мн. др. Продолжает изучение собраний гравюр библиотеки Академии художеств и Эрмитажа. Много работает над иллюстрациями детских книг, над журнальными заставками, шмуцтитулами, форзацами и т. п. Редкие по красоте и звонкой выразительности, чеканному исполнению — «Уездное» Е. Замятина (1916; книгоиздательство М. В. Попова), «Русские сказки дедушки Петра» Артура Рэнсома (1916; Лондон и Эдинбург) и мн. др.
Чрезвычайно важен факт, более всего говорящий о том, что собой представляет Дмитрий Митрохин как художник книги, в то время как она была пусть и большим, но далеко не главным этапом в его творчестве — всегда, работая над оформлением того или иного издания, при всём многообразии графических приёмов, к которым художник обращался, он руководствовался единым принципом для всех элементов книги — начиная с обложки, форзацев и, кончая — шрифтом, декором — все они подчинены стилистической общности.
Мы начинали с ненависти к тому, что делалось в графике вокруг нас. Но одной ненависти — мало. Нужны знания. Мы обратились к истории гравюры и книги. Там нашли оправдание своей ненависти и подтверждение правильности своего пути. Старые мастера венецианских, базельских и лионских типографий и нюрнбергские гравёры оказались превосходными учителями и консультантами, не отказывающими в драгоценных указаниях и сейчас всем, кто в этом нуждается. — Д. Митрохин. Автобиографические записи (1973)
- 1911 — иллюстрирует детские книги издательства И. Кнебеля (до 1914).
- 1912 — работает над обложками серий для издательства М. и С. Сабашниковых.
- 1913 — сотрудничество в журналах «Сатирикон» (до 1914) и «Новый Сатирикон» (до 1917); — обложка «Кубка» В. А. Жуковского (издательство И. Н. Кнебеля, Москва); — в марте по приглашению дрезденского общества «Kunstverein» участвует с Г. Якуловым в выставке акварелистов.
- 1914 — декоративные бордюры журнала «Лукоморье» (до 1917).
- 1915—1916 — выполнил множество книжных обложек.
- 1916 — принят в «Мир искусства»; — выполняет графическое оформление книги Артура Рэнсома «Русские сказки дедушки Петра» (A. Ransome «Old Peter’s Russian Tales» — Лондон); — в конце года приступил к работе в отделе гравюр и рисунков Русского музея (последующие работы для полиграфии — в списке).
- 1917 — мобилизация в армию с прикомандированием к «Трофейной комиссии»; — в сентябре в связи со смертью отца едет в Ейск, где пробудет до конца следующего года — «очень много времени отдавал писанию с натуры, много работал свинцовым карандашом и акварелью, писал пейзажи, интерьеры, натюрморты и портреты».

В советское время художник успешно развивает эту, поглотившую его и выполняемую им с любовью работу, увлечённо и очень удачно сочетая её с занятиями гравюрой, офортом, литографией. Им оформлено и проиллюстрировано огромное количество книг и журналов в различных издательствах — «Огни», «Петрополис», «Петроград», «Мысль». «Прибой» и мн. др., в лучшем из них — Academia (с которым он сотрудничал около шести лет): «Семь любовных портретов» А. де Ренье (1920, 1921; Петроград), поэма-сказка Марины Цветаевой «Царь-девица» (1922); — сделанные в уже ставшей традиционной для художника манере задорные перовые рисунки для оформления «Золотого жука» Эдгара По (1922), «Эпсина» Бена Джонсона (1920, 1921; «Петрополис»), — иллюстрации Виктора Гюго (1923), Анри Барбюса, Октава Мирбо, «Книги комедий» Аристофана (1930), «Эфиопики» Гелиодора (1932) и мн. др., — автор разнообразных декоративных элементов многих изданий.
- 1918 — возвращается в конце года в Петроград; — назначен заведующим Отделом гравюр и рисунков Русского музея.
- 1919 — профессор Высшего института фотографии и фототехники (до 1923); — работает над обложками для «Народной библиотеки» Госиздата; — обложки серий (до 1926).
- 1921 — вышла книга Вс. Воинова «Книжные знаки Д. И. Митрохина» (остальные публикации о Д. И. Митрохине — в списке).
- 1924 — профессор полиграфического факультета Академии художеств (курс книжной графики — до 1934).

В 1920-е годы Д. И. Митрохин вновь соприкасается с детской литературой, им проиллюстрировано и оформлено несколько книг, среди которых следует выделить уже упомянутого «Золотого жука» Эдгара По (1921—1922) и «Путешествие в страну кино» В. Шкловского (1926), «Октябрьскую азбуку» (1927). Работа над последним изданием лишний раз подтверждает блестящее владение художника искусством шрифта. Облик двухтомника сатирического романа Карла Иммермана «Мюнхгаузен» (1930—1932) говорит о том, что художник весьма изобретательно подошёл к решению всего строя этого издания: остро шаржированы персонажи произведения, превратившиеся в своеобразные, занимательные комментарии к книге, остроумна компоновка шмуцтитульных листов; переплёт, форзац, суперобложка — всё пребывает в созвучии. С осени 1939 года Д. И. Митрохин работал над оформлением книги сказок Х. К. Андерсена, получив заказ от немецкого издательства. Как можно понять из писем художника, он продолжал создавать интересные иллюстрации, если судить по немногим сохранившимся экземплярам, уже в середине июня 1941 года — этому изданию не суждено было увидеть свет…
Им разработано несколько десятков издательских марок, торговых эмблем и этикеток. В области «малых форм», которая была освоена Д. И. Митрохиным ещё в 1910-е годы, особое место занимает книжный знак. Совершенный мастер композиции, хорошо владеющий как декоративной, так и графической составляющими книги, тонко чувствующий её природу, он сделал почти полсотни экслибрисов (большая часть их относится к 1919—1923 годам) — эти произведения по праву причислены к лучшим из созданных в настоящем жанре в России.
Но в период с окончания 1920-х до середины 1930-х годов художник отходит от книжной графики, лишь периодически и без прежнего интереса возвращаясь к ней. После войны он уже крайне редко выполняет какие-либо работы для изданий. Исключением можно считать проиллюстрированные и оформленные Д. И. Митрохиным в 1959 году «Французские сказки» (М. ГИХЛ), да одну из последних — оформленную им в том же году книгу воспоминаний М. В. Нестерова (М. «Искусство»).
Творчество Д. И. Митрохина претерпевало изменения на протяжении почти полувековой его активной деятельности в этой области, словно предваряя обращения художника к единственной возможной для него, но и наиболее яркой, уникальной форме приложения его дарования — рисунку, которому с определённого момента суждено будет стать универсальным выразительным средством его мировоззрения. Складывается впечатление, что такую же «подготовительную» функцию выполняли и другие виды станковой графики, словно помогавшие художнику найти этот лапидарный, внятный, но далеко не односложный язык основных по содержательности, ёмкости индивидуального, совершенно самостоятельного графического почерка произведений.

### Ксилография. Резец. Литография
Имея возможность ретроспективно воспринимать этот творческий опыт, можно наблюдать в его развитии именно такую тенденцию: с середины 1930-х годов книжная графика уже не имеет первостепенного значения в творчестве художника, она начинает уступать место ксилографии, гравюре на металле, рисунку и акварели. Работа с натуры никогда не исключалась из числа регулярных занятий, из сферы интересов Д. И. Митрохина, причём он и в этой области постоянно искал, совершенствовался, что сказалось постепенным преобразованием значения и содержательности рисунка: от необходимой в понимании той традиции, к которой он принадлежал, «школы природы» — до выраженной самостоятельной ценности оригинального станкового листа.
- 1923 — начало систематических занятий ксилографией (до 1934).
- 1925 — первая персональная выставка (Казань — 250 листов).
- 1927 — начинает гравировать резцом и сухой иглой на металле (до 1951).
- 1928 — начал заниматься литографией (до 1934).
- 1935—1941 — работает над серией гравюр цикла «Ленинградские пейзажи» (Петроградская сторона, Центральный парк культуры и отдыха).
- 1941 — в первые дни Великой Отечественной войны вступает добровольцем в народное ополчение; — 58-летний художник работает для издательства Главного штаба, для Института переливания крови («История переливания крови» (1941—1942); — создал около 100 карандашных и акварельных рисунков, в том числе посвящённых жизни блокадного города.
- 1942 — утром 1 января умерла жена художника Алиса Яковлевна Брускетти; — летом работает с натуры на улицах блокадного города и выставляет свои рисунки; — в конце года Д. И. Митрохин, после пребывания в больнице, в состоянии предельного истощения эвакуирован в Алма-Ату.
- 1943 — член правления Союза художников Казахстана и председатель его секции графики, выставляется, занят главным образом акварелью.

Гравюрой на дереве Д. И. Митрохин начал заниматься «почти из любопытства», под влиянием Всеволода Владимировича Воинова — одного из инициаторов и пропагандистов возрождения ксилографии, как самостоятельной (нерепродукционной) станковой техники, с которым Дмитрий Исидорович был хорошо знаком по «Миру Искусства»,— и по музейной работе; в 1941 году они вместе ушли в ополчение, пережили блокаду, вместе были в Алма-Ате. В. Воинов приобщил к ксилографии и Б. М. Кустодиева, который из-за болезни в последние свои годы не был полностью изолирован от творчества только благодаря гравюре.
Д. И. Митрохиным выполнено немногим более 70-ти гравюр, но даже это сравнительно небольшое число произведений в данной области позволяет причислить его к лучшим отечественным мастерам ксилографии. Начав с приёмов близких к «чёрной манере», когда предпочтение художником отдавалось белому, слегка грубоватому штриху, в дальнейшем он приходит к «богатой полутонами серебристой гамме и разнообразным фактурным элементам»; он чужд какого бы то ни было «щёгольства виртуозностью» — изначально в гравюре на дереве его влечёт живописная выразительность, с этой целью иногда он иллюминирует оттиски акварелью — порой еле заметно, порой — корпусно и сочно. И здесь можно наблюдать цельность митрохинского искусства, о чём говорит хорошо прослеживаемая взаимосвязь его гравюры на дереве и рисунка.
В работах этого периода (1920-е — конец 1930-х) преобладают пейзажные циклы — много ксилографий и резцовых гравюр (художник сознательно не обращался к офорту, ценя чистую живую линию сухой иглы и резца), литографий, посвящённых тогдашним окраинам Ленинграда — пустырям Петроградской стороны, скверам островов. «Митрохин бесконечно привязался к совершенно особому в те годы пейзажу этой части города. Именно здесь, благодаря бурной застройке начала века, прерванной первой мировой войной и революцией, создался своеобразный архитектурно неорганизованный конгломерат больших доходных домов с глухими брандмауэрами, пустырей с могучими старыми деревьями, бесконечных заборов и уцелевших деревянных домишек. Пейзаж, который нельзя было увидеть в других частях бывшей столицы, пленял Митрохина щемящим контрастом внезапно остановившегося в своём наступлении города и героически сопротивляющихся ему островков природы».
Начиная ещё с парижских зарисовок, в творчестве Дмитрия Митрохина неизменно присутствует жанровая тема. Восходит она корнями своими к устойчивой и богатейшей традиции, берущей начало ещё в античности,— продолжение имеет в средневековой книжной графике, в восточных миниатюрах, в рисунках старых мастеров, в гравюрах эпохи Возрождения, в дюреровских народных типах, у малых голландцев, в русском лубке, наконец — в японской гравюре укиё-э. Наибольшую социальную остроту она приобретает в XVIII веке в знаменитых сериях французских и английских гравюр «Крики Парижа» и «Крики Лондона»; традицию эту развивают рисунки, литографии и фарфоровые фигурки петербургских народных типов начала XIX века.
И если уличные сценки, маленькие фигурки прохожих, как своего рода «стаффаж», оживляют практически все пейзажи Д. И. Митрохина, то в его урбанистической сюите ксилографий середины 1920-х — начала 1930-х годов персонаж, «человек с улицы» занимает центральное место. Работы этих то по-доброму ироничных, то почти гротесковых циклов, вместе с сериями литографий и резцовых гравюр более крупных форматов в наибольшей степени соответствует названной традиции («Уличные типы», «Мороженщик» «Футболист» «Продавец цветов» «Полотёр» «Петрорайрабкооп» и др.).
В то же время в 1930-е годы в серии торцовых гравюр Д. И. Митрохина, посвящённых жизни приазовья, на смену «жанристике» приходят романтические мотивы, продиктованные интересом художника «к сюжету в его конкретных формах, забота о декоративной целостности и ксилографической выразительности листа».
Свободное владение техническими приёмами ксилографии, к которому пришёл Д. И. Митрохин в середине 1930-х годов закономерно подводит художника к переключению интересов на гравюру резцом, и без того привлекавшую его в ту пору. В то время как торцовая гравюра и литография переживали с 20-х годов возрождение, резцовая гравюра в России уже потеряла черты высокого искусства, имея лишь прикладное значение; в Западной Европе также только в 10—20-х годах некоторые мастера начинают приходить к пониманию для графики самостоятельной ценности её, также давно пребывавшей там в числе лишь ремесленных, репродукционных. Художник, обладая общим представлением о технике резцовой гравюры, не имел живых примеров вокруг себя, причём именно понимание возможностей её для решения самостоятельных задач графика с первых же опытов уводит мастера от репродукционных приёмов — он «рисует» штихелем. По этому поводу Ю. А. Русаков справедливо заметил: «Не будет преувеличением сказать, что это было новое открытие гравюры резцом». Обогащая тональные возможности, мастер работает также сухой иглой, более свободная дисциплина линии которой ещё и приближает её по достигаемым эффектам к натурному рисунку, рисунку пером, что и являлось одной из задач автора — сохранение живости и теплоты их. Но он не имитирует рисунок, а лишь старается благодаря такому использованию возможностей гравюры на металле, придать эстампу свежесть впечатления, эмоциональный характер.
В 20-е годы он обращается к той же тематике: пейзажи Петроградской стороны, натюрморт, Ейск, однако она получает сюжетное расширение — работы приобретают большую динамику, в отдельных случаях — качества картинности. В середине 30-х он создаёт цикл эстампов крупного формата, посвящённый ЦПКиО, — несколько панорамных пейзажей по наброскам, сделанным из окон. Отдельную небольшую группу работ составили натюрморты награвированные Д. И. Митрохиным на рубеже 30-х—40-х годов, которые автором изначально подразумевали светлую акварельную раскраску; общее состояние этих работ близко к тому видению, к которому он пришёл много позже.
Гравюра на металле Д. И Митрохина — уникальное явление в советском искусстве довоенной поры. Истинный артистизм, с которым мастер сумел воплотить тонкий эмоциональный строй и лиризм своей художнической натуры, не нашёл отклика для поддержки этого свежего начинания, и настоящая область его творчества поистине в одиночестве занимает место в ряду «крупнейших явлений европейской гравюры на металле XX века» — отмечает художник, искусствовед Ю. А. Русаков. С ним соглашается признанный специалист, знаток офорта В. М. Звонцов: «Он был единственным развивавшим искусство резцовой гравюры вплоть до наших дней. Такое представление о Митрохине подкреплялось рассказами о нём художников старшего поколения, моих учителей (В. Н. Левитского, Л. Ф. Овсянникова, Г. С. Верейского и других)».
До второй половины 20-х он лишь дважды обращался к работе на камне. Из созданного Д. И. Митрохиным в литографии, половина относится к 1928-му году — первому году его полноценного занятия этой техникой эстампа.
Дабы сохранить живое соприкосновение мягкого литографского карандаша с рабочей поверхностью, он пренебрегает корнкопиром, позволяющим переносить предварительно сделанный рисунок — художник работает прямо на камне. И здесь он применяет всё богатство приёмов: рисует широким светлым штрихом, использует перо, высветляет тон, процарапывая длинные параллельные штрихи (что возможно только при работе непосредственно на печатной плоскости). Более всего им сделано станковых литографий под монохромные оттиски — на одном камне, но несколько литографий печаталось с 2-х и даже с 3-х камней (1929—1931).
В его литографиях господствует та же тема, что и в торцовой гравюре — ленинградская улица, рыбацкий Ейск. Лучшая серия — «Шесть литографий, раскрашенных автором» (1928). И здесь внимание художника сосредоточено на колоритных уличных типах, эти работы доносят до нас облик города, аромат ушедшей эпохи…
Непродолжительное увлечение этой техникой вылилось для Д. И. Митрохина опытом использования её в книжной графике — были оформлены «Избранные сочинения» Н. С. Лескова (1931). Последнюю литографию художник сделал в 1934 году — это пейзаж ЦПКиО, более к ней он никогда не обращался.
- 1944 — в июле переезжает в Москву; с этого времени начинает систематически заниматься акварелью и рисунком; периодически возвращается к книжной графике (до 1960-х).
- 1946 — возобновляет занятия гравюрой на металле (до 1951).
- 1959 — начинает работать цветными карандашами.
- 1967—1969 — выполнил несколько гравюр сухой иглой.
- 1969 — присвоено звание Заслуженного деятеля искусств РСФСР.
- 1971 — последняя статья Д. И. Митрохина «Рисовать каждый день» («Творчество», № 4)
- 1973 — выставки в Малой галерее издательства «Искусство» (Дрезден) и «К 90-летию и 70-летию творческой деятельности» в Союзе художников СССР в Москве (более 800 листов). 7 ноября художник ушёл из жизни.

В московский период творчества Д. И. Митрохин дважды возвращался к гравюре на металле — 20 эстампов второй половины 1940-х годов — начала 1950-х и несколько работ в конце 1960-х. Среди этих произведений есть несколько первоклассных, из которых следует назвать «Тарань» (1948) — очень выразительную, динамичную гравюру, — «Яблоко и орехи» (1969), которая даже без подразумеваемой раскраски создаёт впечатление вполне законченной.

### Рисунок
При всех успехах Д. И. Митрохина в книжной графике и достижениях в гравюре, наиболее значительную и значимую часть творчества являет собой станковый рисунок. Это понятие объединяет и собственно карандашные работы, и акварель, и работы, сделанные в смешанной технике — основные занятия последних тридцати лет его жизни. Сотни маленьких станковых листов (в подавляющем большинстве своём размером с открытку, блокнотную страницу) содержат наиболее яркое и впечатляющее выражение мировоззрения художника; в них очень органично слились графическое и живописное начала; эти создававшиеся на протяжении многих лет сюиты — наполненные жизнью страницы дневника.
Большинство изучавших наследие Дмитрия Исидоровича Митрохина приходит к выводу, что последнее тридцатилетие его творческой жизни предстаёт наиболее интересным по многим параметрам. Это — метод, который полностью удовлетворял художника, не сковывал, не вынуждал соответствовать заказу, это — найденная им универсальная форма самовыражения, к которой он, когда сознательно, а когда безотчётно, шёл не протяжении многих лет, это — синтез всего понятого и выстраданного им, вылившийся в упоённое, размеренное повествование, слагавшееся простыми естественными словами ясного и гармоничного языка сотен произведений. В такой оценке последнего периода, не отрицая важности всего сделанного им ранее, солидарны все, кто хорошо знал и ценил его творчество: М. В. Алпатов, Ю. А. Русаков и Е. А. Кибрик, Н. И. Харджиев, В. М. Звонцов, А. Рэнсом и И. В. Голицын, наконец — скульптор Л. В. Чага, очень тонко и вчувствованно понимавшая эту работу, ставшая чутким и небезучастным свидетелем торжества по-настоящему свободного искусства.
Василий Михайлович Звонцов, возглавлявший редакцию издательства «Аврора» (1973—1977) — лучшего отечественного той поры, и готовивший к публикации книгу о Д. И. Митрохине, вынужден был перестроить монографию, после того как во всей полноте увидел сделанное художником в последние десятилетия. Он говорит о «неожиданном и ошеломляющем» впечатлении, которое произвели на него эти блокнотные листки: «На последнем этапе этого пути художник достиг совершенства необычайного, возможного в редких случаях. Он обрёл полное единство замысла и средств выражения».
И действительно, «третьим» периодом своего творчества Д. И. Митрохин опроверг устоявшееся мнение о невозможности для художника «свежего взгляда», «молодого восприятия» в преклонном возрасте. Рисунками своими, отвечая на мнение К. Гамсуна о том, что «ни от одного человека нельзя ожидать, чтобы он… писал так хорошо после пятидесяти лет, как писал до этого» — убедительностью, щедростью и цельностью своих произведений мастер заявляет, что очень многое зависит от внутреннего мира этого человека, и от дисциплины, которой он следует — художник уже не способен начертать ровную строчку, но его работы потрясают уверенностью линий, звучностью образов до последнего дня.
Тем, кто приходил к нему с намерением отдать дань «живой реликвии», «последнему мирискуснику», Дмитрий Исидорович заявлял, что уже давно «нет того Митрохина», что «кнебелевский Митрохин» его совершенно не интересует. «Расхваливали его книжную графику… восхищались экслибрисами. Среди таких посетителей встречались не только „книжники“, „собиратели“, но и художники. Никто из них не вспоминал ни гравюр Митрохина, ни его рисунков. Дмитрий Исидорович очень бывал раздосадован такими посетителями, сердито краснел и говорил, что он „ещё не мёртв“…Широкими, тяжёлыми шагами он проходит через комнаты. Одежда слишком просторна на его исхудавшем теле. Вспоминались скульптуры Джакометти. Но глаза смотрят остро и молодо. И кисти рук, необычайно выразительны, до конца сохранили своё изящество и силу.»
И в зависимости от готовности пришедшего к восприятию поиска, волновавшего в тот момент художника, а Д. И. Митрохин был проницателен — всегда «очень хорошо видел собеседника», он раскладывал перед ним последние работы: удивительно разнообразные пейзажи, наблюдаемые из одного и того же окна, очень содержательные постановки — два, три предмета, разнообразные интерьеры, увиденные в одной и той же комнате…
Это и рассказ без литературщины, когда «герои» живут своей жизнью, имеют выраженный характер, темперамент, взаимодействуют, и театр — неподдельный драматизм буквально принуждает зрителя искать, улавливать настроения, интонации «актёров». Может быть, это единственная позитивная альтернатива евреиновской театрализации? С Н. Н. Евреиновым, кстати, Д. И. Митрохин был хорошо знаком, и как с автором, и как с драматургом, и как с человеком (они даже «сошлись» в одном издании — на титуле «Первобытной драмы германцев» только что созданная графиком издательская марка «Полярной звезды»),— как, впрочем, он был знаком и со многими актёрами, литераторами. Он и сам в молодости писал стихи — в 1908 году в Харькове Н. Поярков выпустил альманах «Кристалл» с его обложкой, чем не исчерпывается участие в издании Д. И. Митрохина — здесь помещено два стихотворения из его цикла «К югу»: «Рыбаки» и «Зной», которые навеяны воспоминаниями о Ейске и об Азовском море. В альманахе участвовали Андрей Белый, Константин Бальмонт, Alexander (Александр Брюсов), И. Новиков, С. Кречетов и другие.

### «Still—Leben»
Во времена, когда он начинал, общая тенденция пространственного творчества подразумевала «избавление» от диктата однозначного понимания натуры — так П. Клее, вслед за П. Сезанном, одним из первых бросившим вызов, по мысли Р.-М. Рильке в письме В. Гаузенштейну, «как потерпевшие кораблекрушение или зажатые в полярных льдах, превозмогая себя, стремится до последней минуты заносить на бумагу свои наблюдения и переживания чтобы их жизнь прочертила след на чистых пространствах листа, куда раньше никому не удавалось добраться» — эта неизбежная потребность преодоления «академического тупика», окончательно исчерпавшего себя фотонатурализма, но и — салона, вкусовщины, «манер», «имитаций» и «реконструкций», когда запечатлеваемые объекты лишены были содержания; однако нефигуративное искусство в какой-то момент достигло «великого предела» — безучастные, и к автору, и к «потребителю» искусства, формы (в ответ на бесстрастную игру собой) снова стали лишь предлогом, а не выражением мысли.
Первоначально Д. И. Митрохин волею судеб оказался в лагере тех, кто был ближе всего к салону, но тогда в России это был неизбежный путь эстетики, противопоставленной засилию пошлости, бесцеремонно вторгавшейся в искусство; он испытал и другие влияния, шаг за шагом преодолевал их две трети своего пути, оставаясь притом первоклассным мастером.
«Обратный путь», но путь к «новым просторам», был также труден, до времени, когда «прорвался новый голос» — мучителен. «Заказы издательств прекращаются. Заказчики разочарованы — прежнего мастера-виртуоза не существует».
По словам Л. Чага, художнику пришлось начинать со штудий, робких рисунков, «грязи» ученических натюрмортов, чёрных теней. Этот мудрый художник возвращает «предметность» изображаемому — с одной лишь разницей: теперь «компоненты повествуемого» одухотворены, он наделяет их новым смыслом участия, без потребности в сентиментально-декоративном, сверхреалистическом или запредельно обобщенном — они небезразличны к зрителю, посредством своим заявляя о праве на доверительный, искренний диалог художника с ним… Автор — представитель тех самых «основных сил» (о времени прихода их вопрошал некогда один польский художник), которые не провозглашая своей новизны, не декларируя себя в военной терминологии «передовыми отрядами» (которые таковыми перестали являться, как только были приняты в свои объятия масс-культурой, и возвещаемы повсеместно), спокойно и последовательно, без рекламы и аффектаций, начал хорошо делать своё любимое дело, наделяя новым смыслом и пространство — для выражения больших мыслей нет потребности в гигантских форматах.
Эти циклы не нуждаются в систематизации — всё и так ясно: стекло, аптечная посуда, фрукты, рыбы, цветы, сухие цветы…
Между прочим, цветы здесь — это не просто красивые растения или разновидности их, они обладают не только качествами живого, но — свойствами передавать оттенки настроения своего «второго» создателя — добросовестного, терпеливого и вдумчивого ученика «первого». Аптечные пузырьки, благодаря заботе автора, весьма деятельно превышают свою утилитарность. Фрукты радуются, орехи таятся, раковины вот-вот подерутся, здесь стулья — продолжение своих обладателей, а не наоборот.
«Были и „андерсоновские“ сюжеты — иголка и булавка, моток шпагата. Кустарные игрушки — свистульки, кони, петухи, деревянные, расписные яйца — являлись на рисунках в самых неожиданных воплощениях и интерпретациях: меняли окраску, пропорции, переносились в воображаемое пространство, разыгрывались сцены, „маленькие трагедии“».
Сухие ветви старого дерева щедро усыпаны цветами.
Только у великих мастеров этого жанра в XVII веке или в наше время у Дж. Моранди вещи, предметы и плоды живут такой полной и глубокой и индивидуальной жизнью, как в рисунках Д. И. Митрохина. Когда-то А. П. Чехов, показав на пепельницу, сказал: «Хотите, напишу про неё рассказ». Вот такие «рассказы» писал карандашами и акварелью художник. Но они меньше всего литература. Эти растения, плоды и предметы увидены художником с какой-то необыкновенной глубиной и проницательностью, в каждом из них он ощущает как бы личность, запертую в форму, одетую в цвет, но говорящую ему о тайне творения... — Е. Левитин.
Я не люблю слова «натюрморт». Лучше другой термин «Still—Leben». Спокойная, скрытая жизнь, которую может и должен увидеть художник... Почти всегда я нахожу в вещах какую-то доброту, дружелюбие. И хочется рассказать об этом. ...Когда я рассматриваю свои рисунки, наиболее удачные мне кажутся чужими, зато недостатки ощущаю, как собственные ...Когда меня спрашивают о том, какие из своих работ я ценю более всего, я обычно отвечаю: те, что будут сделаны завтра. Потому что работа всей жизни — подготовка к тому, что сделаешь завтра. — Д. И. Митрохин. О рисунке.

## Статьи Д. И. Митрохина
- «Художественные выставки в Москве» — «Утро». Харьков, 1907, 25 января
- «Помертная выставка картин Б. Э. Борисова-Мусатова» — «Утро». Харьков, 1907, 27 февраля
- «Богема» — «Утро». Харьков, 1907, 4 ноября
- К. Гис. — «Юность», 1907, № 2—3, с. 13, 14
- «Манга» Хокусаи. — «Русская молва», 1912, 22 декабря. Анонимно, без заглавия. — Первая статья о великом японском художнике, написанная русским автором. Авторство Д. И. Митрохина отмечено в докладе П. И. Нерадовского (1919).
- 1870 год во французской карикатуре. — «Голос жизни», 1915, № 7, с. 16
- «Бедствия войны» Жака Калло. — «Голос жизни» (Петроград), 1915, № 10, с. 14, 16
- Рисунки В. Д. Замирайло. — «Новый журнал для всех» (Петроград), 1915, № 5, с. 54, 55
- О Нарбуте (по поводу выставки в Русском музее) — в книге «Аргонавты» (Петроград), 1923, с. 19—21
- Памяти Нарбута. — Среди коллекционеров, 1922, № 9, с. 5—9
- О рисунках М. Добужинского к Тупейному художнику Н. Лескова и В. Конашевича к Стихотворениям А. Фета. — Среди коллекционеров, 1922, № 7—8, с. 71, 72
- Заметки об офорте. — в книге П. А. Шилинговского «Русские гравёры». Казань 1926
- В. М. Конашевич. — в книге «В. М. Конашевич о себе и о своём деле». М. 1968. С. 115—119
- О рисунке. — журнал Творчество, 1971, № 4, с. 6—8

## Художественные объединения, в которых состоял Д. И. Митрохин
- 1904—1908 — «Мурава» (Артель художников-гончаров). Москва.
- 1905—1924 — Московское товарищество художников.
- 1906—1911 — Общество имени Леонардо да Винчи. Москва.
- 1909—1913 — Тверской общественно-педагогический кружок.
- 1910—1923 — Союз русских художников (СРХ). Москва — Санкт-Петербург (Ленинград).
- 1911—1914 — «Кольцо» (Группа художников). Харьков.
- 1911—1921 — «Московский салон».
- 1915—1917 — «Квартира № 5». Петроград.
- 1916—1924 — «Мир Искусства». Санкт-Петербург — Петроград.
- 1916—1929 — Императорское (с 1917 — Всероссийское) общество поощрения художеств (ОПХ); с 1917 — в Комитете. Петроград — Ленинград.
- 1919—1922 — «Дом Искусств». Петроград.
- 1922—1932 — Ассоциация художников революционной России. Москва.
- 1923—1928 — «Шестнадцать» (Группа художников); 1923, 1924 и 1927 — участвовал в выставках.
- 1923—1929 — «Жар—цвет». Москва.
- 1921—1928 — Община художников[10]; с 1923 — член правления. Петроград — Ленинград.
- 1926—1929 — Ассоциация художников-графиков при Доме печати. Москва.
- 1928—1929 — Секция гравёров (ОПХ); член-учредитель. Ленинград.
- 1928—1930 — Общество живописцев (ОЖ); член-учредитель. Ленинград[11].
- 1928—1932 — Общество художников-графиков; член-учредитель. Ленинград[12].
- 1932—1939 — возглавлял графическую секцию Ленинградского отделения Союза художников СССР (ЛОСХ)[4].

## Книги и статьи о Д. И. Митрохине
- Замирайло В. Д. И. Митрохин // Зеркало. — 1911. — № 20
- Мантель А. Д. Митрохин / Предисловие Н. Рериха. — Казань, 1912
- Левинсон А. Художественные издания // День (приложение «Литература, искусство и наука»). — 1913, 16 декабря.
- Философов Д. Красивые книжки // Речь. — 1915, 19 января.
- Лисенков Е. Две книги с рисунками Митрохина // Дом искусств. — 1921. — № 2. — С. 108, 109
- Воинов В. Книжные знаки Д. И. Митрохина. — Петроград, 1921
- Кузмин М., Воинов В. Д. И. Митрохин. — М., 1922
- Kuzmin M., Voinov V. D. I. Mitrokhin. — Moscow—Petrograd, 1922
- Kusmin M., Woinov W. D. I. Mitrochin. — Moscau—Petrograd, 1922
- Kuzmine M., Voïnov V. D. I. Mitrokhine. — Moscou—Pétrograd, 1922
- Эттингер П. Д. И. Митрохин. — М.: «Детская литература», 1940
- Русаков Ю. Новые произведения Д. Митрохина. — М.: «Искусство», 1961
- Алпатов М. Рисунки художника Митрохина // Декоративное искусство СССР. — 1962. — № 5. — С. 32, 33
- Kovtun Y. Dmitry Mitrokhin’s Metal Engravings // Soviet Literature. — Moscow, 1964. — I — Pр. 167, 169
- Русаков Ю. Дмитрий Исидорович Митрохин. — Л.—М., 1966
- Александрова Н. Д. И. Митрохин // Искусство книги. — М., 1968. — № 5. — С. 146—153
- Звонцов В. Наследие Дмитрия Исидоровича Митрохина (1883—1973) // Искусство. — 1974. — № 8. — С. 33—38
- Сурис Б. Дмитрий Митрохин / Советская графика '73. — М., 1974. — С. 78—84
- Алпатов М. Рисунки Митрохина последних лет // Вопросы советского изобразительного искусства. — М., 1975. — Стр. 238—251